# Begonia sect. Eupetalum
Begonia sect. Eupetalum  es una sección del género Begonia, perteneciente a la familia de las begoniáceas, a la cual pertenecen las siguientes especies:

## Especies
| - Begonia aequatorialis - Begonia anemoniflora - Begonia baumannii - Begonia cinnabarina - Begonia clarkei - Begonia davisii - Begonia froebelii - Begonia fulgens - Begonia geraniifolia - Begonia gracillima - Begonia herrerae - Begonia lutea - Begonia macra - Begonia micranthera - Begonia monophylla - Begonia neoharlingei - Begonia novogranatae | - Begonia octopetala - Begonia pearcei - Begonia pleiopetala - Begonia polypetala - Begonia rosacea - Begonia rubricaulis - Begonia sleumeri - Begonia tafiensis - Begonia tenuicaulis - Begonia tominana - Begonia tumbezensis - Begonia veitchii - Begonia weberbaueri - Begonia xerophyta - Begonia × carminata - Begonia × excelsior |